# پارینه‌ددان
پارینه‌ددان (نام علمی: Palaeotheriidae) نام یک تیره از راسته تک‌سم‌سانان است.